# Cupania livida
Cupania livida là một loài thực vật có hoa trong họ Bồ hòn. Loài này được (Radlk.) Croat mô tả khoa học đầu tiên năm 1976 publ. 1977.